# Glösinghauser Berg

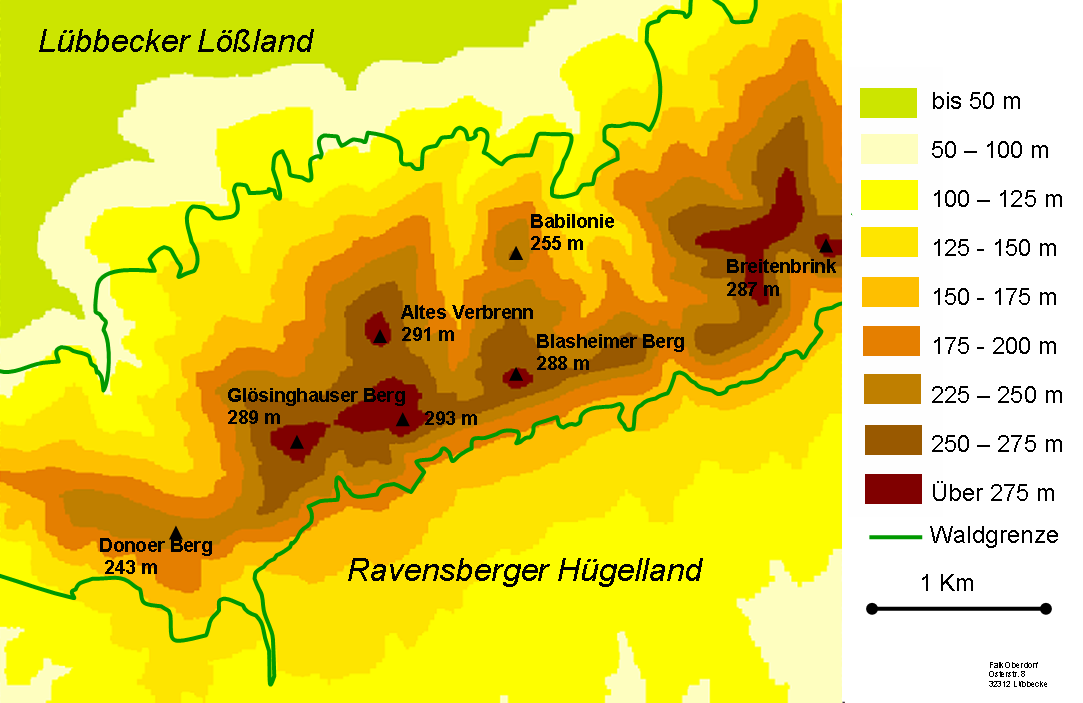
Höhenschichtung des Wiehengebirges um den Glösinghauser Berg

Der Glösinghauser Berg ist ein 290 m ü. NHN hoher Berg im Wiehengebirge im Kreis Minden-Lübbecke.

## Lage
Der Gipfel liegt auf dem Gebiet der Stadt Preußisch Oldendorf, deren zweithöchste Erhebung er ist. Den Namen hat der Berg von der Ortschaft Glösinghausen, die auch zu Preußisch Oldendorf gehört und die sich rund 1,7 Kilometer in nordwestlicher Richtung befindet. Dabei ist diese Ortschaft nicht die dem Berge am nächsten gelegene, denn bereits in 1 Kilometer in südöstlicher Richtung befindet sich das Dorf Alingdorf, das zu Oberbauerschaft gehört.
Der Glösinghauser Berg ist einer der höchsten Berge des Wiehengebirges überhaupt und westlich seines Gipfels befindet sich im Wiehengebirge keine höhere Erhebung. 700 Meter nordöstlich liegt das mit 291 Meter etwas höhere Alte Verbrenn.

## Tourismus

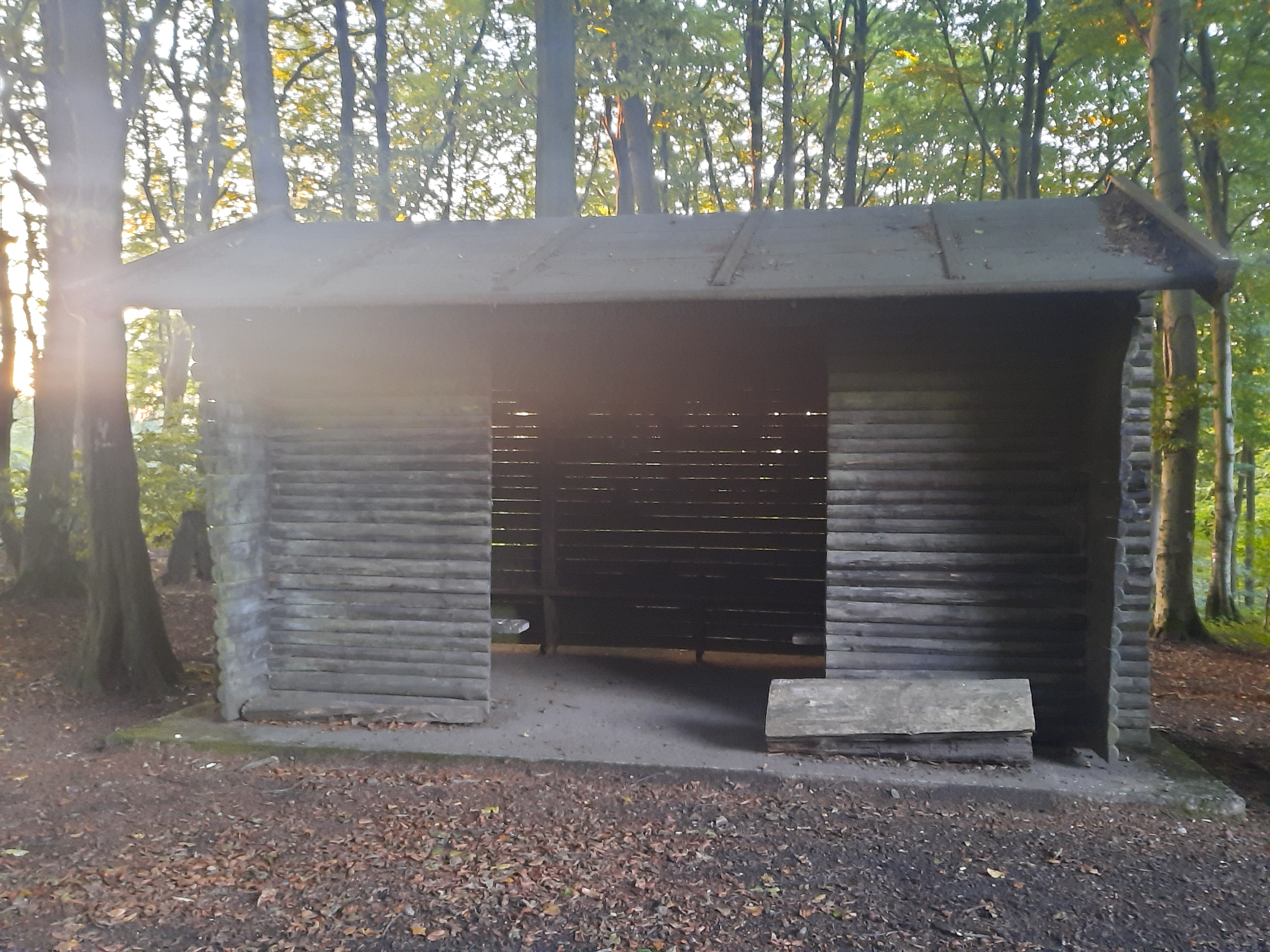
Die Glösinghauser Hütte

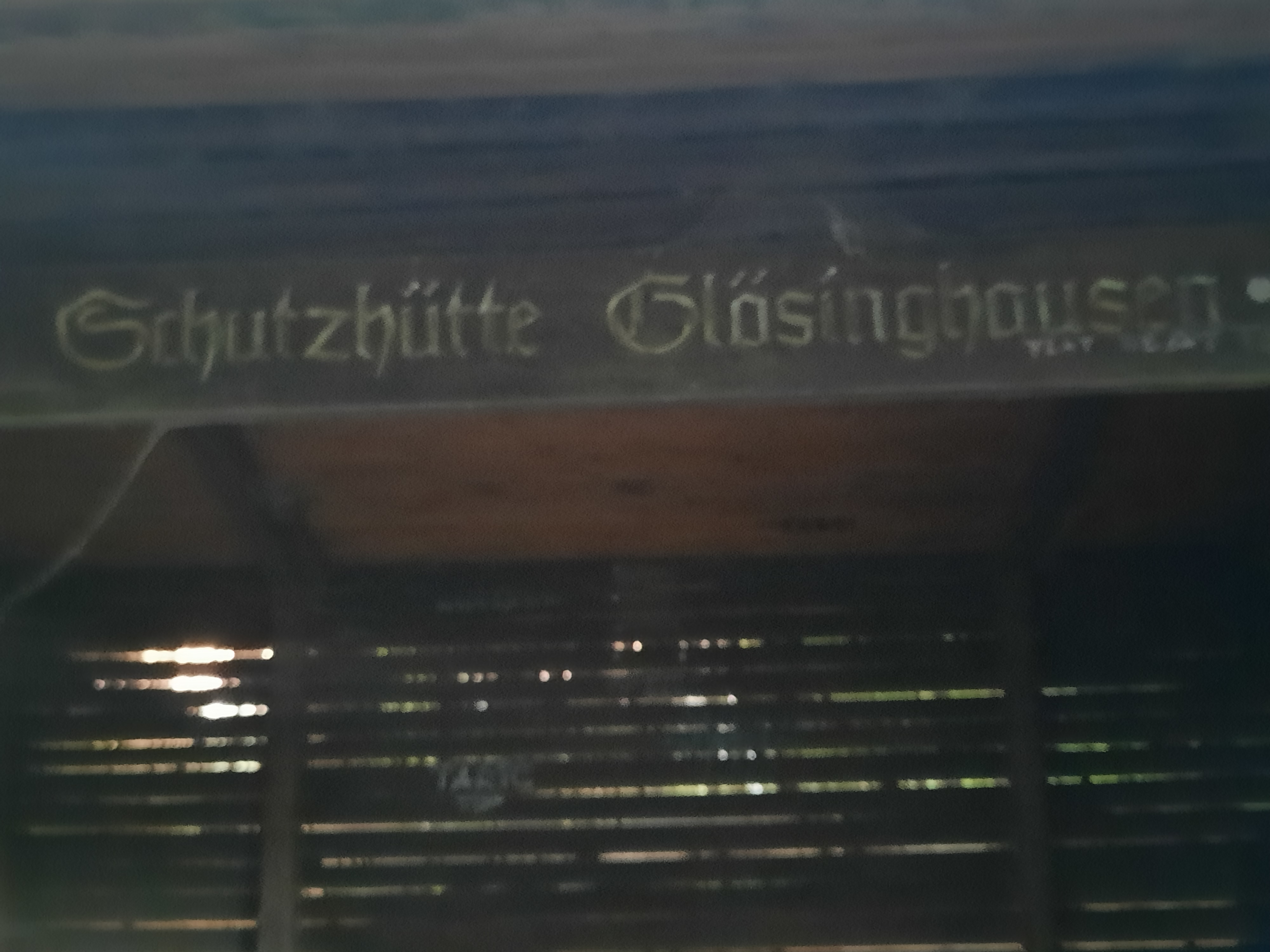
Die Beschilderung Glösinghauser Hütte als „Schutzhütte Glösinghausen“

Über den Gipfel verlaufen der E11, der Wittekindsweg und der Mühlensteig; nordwestlich des Gipfels verläuft der Limberg-Nonnenstein-Weg. 600 Meter südwestlich des Glösinghauser Berges, unmittelbar an dem Drei-Gemeinden-Eck Rödinghausen-Hüllhorst-Preußisch Oldendorf, (aber gerade noch auf Preußisch Oldendorfer Gebiet), liegt am Wittekindsweg die Wetterschutzhütte Glösinghauser Hütte. Die Hütte liegt unmittelbar am trigonometrischen Punkt 239,2. Hier zweigt die Nordvariante des Wittekindsweges vom Hauptweg zum Limberg ab.

### Glösinghauser Hütte
Die Schutzhütte ist ein einschlägigen Karten eingezeichnet und dort als Glösinghauser Hütte benamt. An der Hütte selbst findet sich jedoch ein Schild, das diese als „Schutzhütte Glösinghausen“ bezeichnet. Die Hütte selbst ist nicht sonderlich spektakulär und verfügt nur über eine vergleichsweise spartanische Inneneinrichtung, die kaum zum längeren Verweilen einlädt. Der rechteckige Grundriss mit einer festinstallierten Sitzbank an drei der vier Wände bietet Platz für kaum 15 Wandersleut. Die Hütte ist in erster Linie eine markante Geländemarkierung und bietet sich als Etappenziel oder Treffpunkt an und bietet darüber hinaus Schutz vor plötzlichen Unwettern. Die Hütte reiht sich hinsichtlich Funktion und Aufbau in weitere Hütten dieser Art in der näheren Umgebung einː die Schutzhütten Holzhauser Berg und Heddinghauser Berg nördlich oder auch in die etwas weiter entfernte Heidbrinkhütte.